# Сико-дати
Сико-дати (яп. 四股立ち, «стойка сумо») — одна из базовых стоек каратэ, напоминающая стойку борца сумо.

## Позиция

Положение стоп в сико-дати

В основном, эта стойка похожа на стойку киба-дати: ширина стойки — две ширины плеч, ноги согнуты в коленях и разведены в стороны, спина прямая. От киба-дати стойка отличается положением стоп — они разведены в стороны. Центр тяжести в сико-дати расположен ниже, чем в большинстве других стоек, поэтому для правильного её выполнения должна быть хорошо развита мышечная сила ног.